# Kozioł koło Sławkowa
Kozioł (koło Sławkowa) – dawna wieś, obecnie osiedle w środkowej części Sławkowa, na północny zachód od centrum miasta. Ciągnie się w wzdłuż ul. Gwarków Sławkowskich. Słabo zamieszkana. 
W latach 1870–1954 Kozioł miał status gromady w gminie zbiorowej Sławków w powiecie olkuskim w woj. kieleckim.
W okresie II wojny światowej w III Rzeszy; funkcjonowała wówczas nieoficjalnie niemiecka nazwa Ziegenwiesen.
6 października 1954 wszedł w skład gromady Sławków, lecz już po pięciu tygodniach gromadę Sławków zniesiono w związku z nadaniem jej statusu osiedla, przez co Kozioł stał się integralną częścią Sławkowa. 1 stycznia 1958 Sławków odzyskał prawa miejskie, przez co Kozioł stał się częścią miasta.
1 lutego 1977 Sławków (z Kozłem) został włączony do Dąbrowy Górniczej, a od 15 marca 1984 Sławków jest znów samodzielnym miastem.
Uwaga: Na terenie Sławkowa znajduje się także drugi obszar o nawie Kozioł.